# Made You Look
Made You Look is een nummer van de Amerikaanse singer-songwriter Meghan Trainor van haar vijfde studioalbum Takin' It Back (2022). Trainor schreef het nummer samen met Sean Douglas en zijn producer, Federico Vindver. Epic Records bracht het nummer op 21 oktober 2022 uit als de tweede single van het album. Het nummer kan beschreven worden als een doo-wop-nummer, waarin muziek uit de jaren 50 wordt gecombineerd met hedendaagse stijlen. Het werd geïnspireerd door Trainors onzekerheden over het lichaamsbeeld en moedigt luisteraars aan om hun natuurlijke schoonheid en zelfvertrouwen te omarmen.
"Made You Look" kreeg gemengde recensies van muziekrecensenten . Het nummer ging viraal op de app TikTok in 2022. In de Verenigde Staten piekte het op nummer 11 in de Billboard Hot 100 en werd het Trainor's eerste top-20-single sinds " Me Too " (2016). Het nummer bereikte de top 10 in Australië, België, Canada, Ierland, Nieuw-Zeeland, Noorwegen, Singapore, het Verenigd Koninkrijk en Vietnam. De videoclip, die in oktober 2022 in première ging op Candy Crush Saga, bevat felle kleuren en cameo's van influencers op sociale media. Trainor zong het nummer in televisieprogramma's zoals The Today Show, The Tonight Show Starring Jimmy Fallon en The Drew Barrymore Show in 2022.